# Hans Christopher von Zader
Hans Christopher von Zader, född omkring 1660 i Pommern, död 1709 eller 1710, var en svensk militär.
von Zader gjorde 1686 en kampanj i Ungern och bevistade 1688–1691 kampanjer i Holland och vid Rhen samt utnämndes 1691 till ingenjörkapten vid Livgardet och 1700 till generalkvartermästarlöjtnant vid svenska armén i Tyskland. Han deltog emellertid i descenten på Själland samma år och övertog efter den sårade Stuart fortifikationsbefälet samt ledde retranchemangets uppkastande på Tyberups backe. År 1703 placerades han i Reval med direktion över de estländska befästningarna och ledde sedan fästningsarbetet vid Reval, där en del nya verk uppfördes enligt hans förslag.